# 横浜スポーツパートナーズ
横浜スポーツパートナーズは、神奈川県横浜市を本拠地とするスポーツクラブ・7種目・13クラブによる連携機構である。

## 概要
基は横浜熱闘倶楽部として、日本野球機構（NPB）・横浜DeNAベイスターズ、日本プロサッカーリーグ（Jリーグ）・横浜F・マリノス、横浜FCの3チームが中心となって連携協定を結んでいた（後に2012年から日本プロバスケットボールリーグ（bjリーグ　当時）の横浜ビー・コルセアーズも参加）が、これを2020年10月1日に拡大し、新たに女子サッカーやアイスホッケーなど、横浜市を拠点とする7つのクラブを加え11クラブが参加する連携機構として一新したものである。

## 加盟条件
1. プロのスポーツクラブチームである
2. 日本トップリーグ連携機構に加盟するスポーツクラブチームである
3. 2の案件に準じて横浜市がこの制度の対象と認められるスポーツクラブチームである

## 加盟しているスポーツクラブ
（所属クラスは2024年3月現在）
- NPB：横浜DeNAベイスターズ[3]（条件1）
- Jリーグ：横浜F・マリノス（J1）[4]、横浜FC（J2）、横浜スポーツ&カルチャークラブ（YSCC横浜）（J3）（いづれも条件1・2）
- 日本女子サッカーリーグ（なでしこリーグ）：日本体育大学女子サッカー部・日体大SMG横浜（1部）、ニッパツ横浜FCシーガルズ（同）（いづれも条件2）
- 日本フットサルリーグ（Fリーグ）：Y.S.C.C.横浜 (フットサル)（1部）（いづれも条件2）
- ジャパン・プロフェッショナル・バスケットボールリーグ（Bリーグ）：横浜ビー・コルセアーズ（B1）（条件1・2）、横浜エクセレンス（B3）（条件1）
- アジアリーグアイスホッケー：横浜GRITS（条件2）
- JDリーグ（ソフトボール）：日立サンディーバ（条件2・3）
- ジャパンラグビーリーグワン：横浜キヤノンイーグルス（1部）[5]（条件2）
- ウィメンズセブンズシリーズ（女子ラグビー）：YOKOHAMA TKM（条件3）

## 関連項
- Jリーグ百年構想
- 川崎市ホームタウンスポーツ推進パートナー
- トップス広島
- P3 HIROSHIMA
- 神戸アスリートタウン構想
- 香川プロスポーツクラブ連絡協議会
- 北海道スポーツネットワーク会議
- プライドドリームス埼玉